# 極超新星
極超新星（きょくちょうしんせい）あるいはハイパーノヴァ (hypernova) は、通常の超新星の10倍以上の爆発エネルギーを持つ超新星のことである。ガンマ線バーストとの関係も指摘されているが、発生頻度もまれなうえ、遠方の銀河で発生するケースを観測する場合もあり、その明確な理論はよくわかっていない。

## 概略
一般に極超新星は、太陽の約40倍以上の質量を持つ恒星が重力崩壊を起こして生じるものと考えられているが、極超新星のモデルとして最初に検討されたのが、1998年4月25日にヨーロッパ南天天文台（ESO）がガンマ線バーストの可視可能観測により捜索していた際にESO184-G82という銀河で発見した、SN 1998bwが最初の例とされている。この時の観測によると、爆発の際に生成される大量の放射性元素がエネルギー源となって膨張を速めるため、爆発で飛散するガスの速度が光速の10%近くにも達し、また水素、珪素、ヘリウムの吸収線が見られないが、ドップラー効果によるものと考えられる特徴的な広い吸収線が見られた。さらに特徴的なのはその光度であり、通常のIa型超新星をはるかに超える光度を持っていることがわかった。
SN 2006gyのケースでは水素の吸収線が見られたため、II型の超新星に分類されるものの、爆発時は通常の超新星のより10倍の対生成を伴う爆発であり、爆発時はブラックホールすら残さないで完全に吹き飛んだらしいという観測結果により、極超新星ではないかとする見解がある。同様の爆発を起こす可能性があるとされる、最も知られた恒星として、りゅうこつ座η星が注目されている。

## ガンマ線バーストとの関係
すばる望遠鏡などによる研究で、極超新星がガンマ線バーストと同時に発見される事例が注目され、バーストと極超新星の関係が次第に明らかにされるようになってきた（GRB980425とSN1998bw、GRB030329とSN2003dhなど）。
まずガンマ線バーストを高速ジェットを伴う非球対称の重力崩壊型極超新星とし、鉄を主成分とする極方向（縦）から噴出すジェットと、酸素を主成分とする赤道方向（横）に散開するディスクを持つモデルとすると、比較の結果、極方向のジェットが我々（地球）に向いている時に限りガンマ線バーストとしても観測されるということがわかった。この結果、横方向から観測された極超新星（SN2003jdなど）がガンマ線バーストを伴わない事例と矛盾しない。しかしこのように極超新星がガンマ線バーストとして関係付けられる一方で、ガンマ線バーストにも種類があり、例えば中性子星同士の衝突をうかがわせるケースもあり、必ずしも明確な答えが出ているわけではない。